# 헤이키 나비
헤이키 나비(에스토니아어: Heiki Nabi, 1985년 6월 6일~)는 에스토니아의 레슬링 선수이다.

## 경력
나비는 히우마섬의 캐르들라 근처 힐레스테라는 마을에서 태어났다. 그는 2006년 세계 레슬링 선수권 대회 남자 그레코로만형 헤비급 부문에서 우승했다. 2012년 런던에서 열린 올림픽 남자 그레코로만형 최중량급에서 은메달을 획득했다.
2010년에 에글레 엘레리가와 결혼했다. 딸 레나타는 2011년 5월 28일에 태어났다.